# Tage Møller (arkitekt)

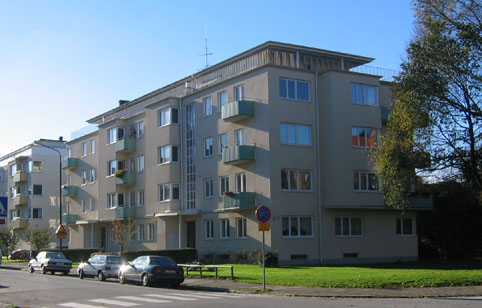
Funktionalistiskt bostadshus vid Ribersborg i Malmö, ritat av Tage Møller (1938).

Tage Møller, född 22 september 1892 i Skive, Danmark, död 5 juli 1968 i Slottsstadens församling,  Malmö, var en dansk-svensk arkitekt.
Møller blev student vid Sorø Akademi 1910, filosofie kandidat vid Köpenhamns universitet 1911 och avlade arkitektexamen där 1923. Han var anställd hos domkyrkoarkitekt Harald Lønborg-Jensen i Köpenhamn 1913–1914 och 1917–1919, hos Kongl. byggnadsinspektör J.M. Agdahl-Nielsen i Köpenhamn 1916, hos Arnold Salomon-Sörensen i Helsingborg 1920, hos Gustav Wilhelmsson Widmark där 1922–1926, hos länsarkitekt Nils A. Blanck i Malmö 1927–1934, innehade självständig praktik 1935–1947 och samarbetade med Stig Johansson 1947–1963
Møller var stadsarkitekt i Malmöortens distrikt från 1935. Han var kronoombud i Malmö stads fastighetstaxeringsnämnd från 1934 samt styrelseledamot i Arkitektföreningen för södra Sverige och sekreterare i Södra Sveriges Byggnadstekniska Samfund.